# Turbinicarpus saueri
Turbinicarpus saueri är en kaktusväxtart som först beskrevs av Boed., och fick sitt nu gällande namn av V. John och Ríha. Turbinicarpus saueri ingår i släktet Turbinicarpus och familjen kaktusväxter.

## Underarter
Arten delas in i följande underarter:
- T. s. knuthianus
- T. s. nelissae
- T. s. saueri

## Bildgalleri

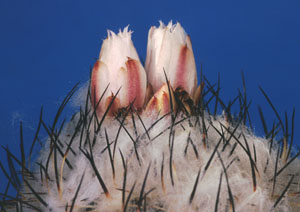
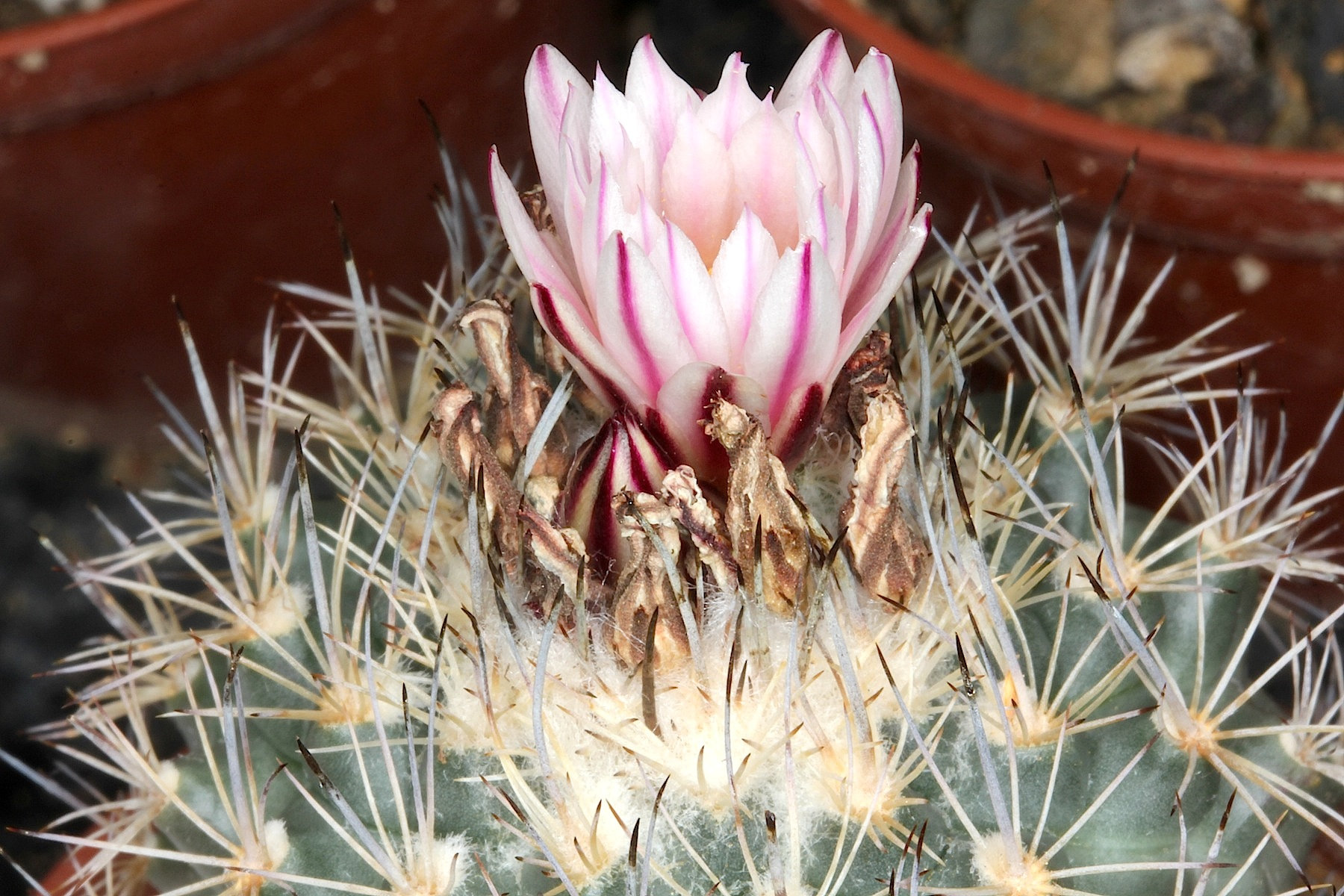
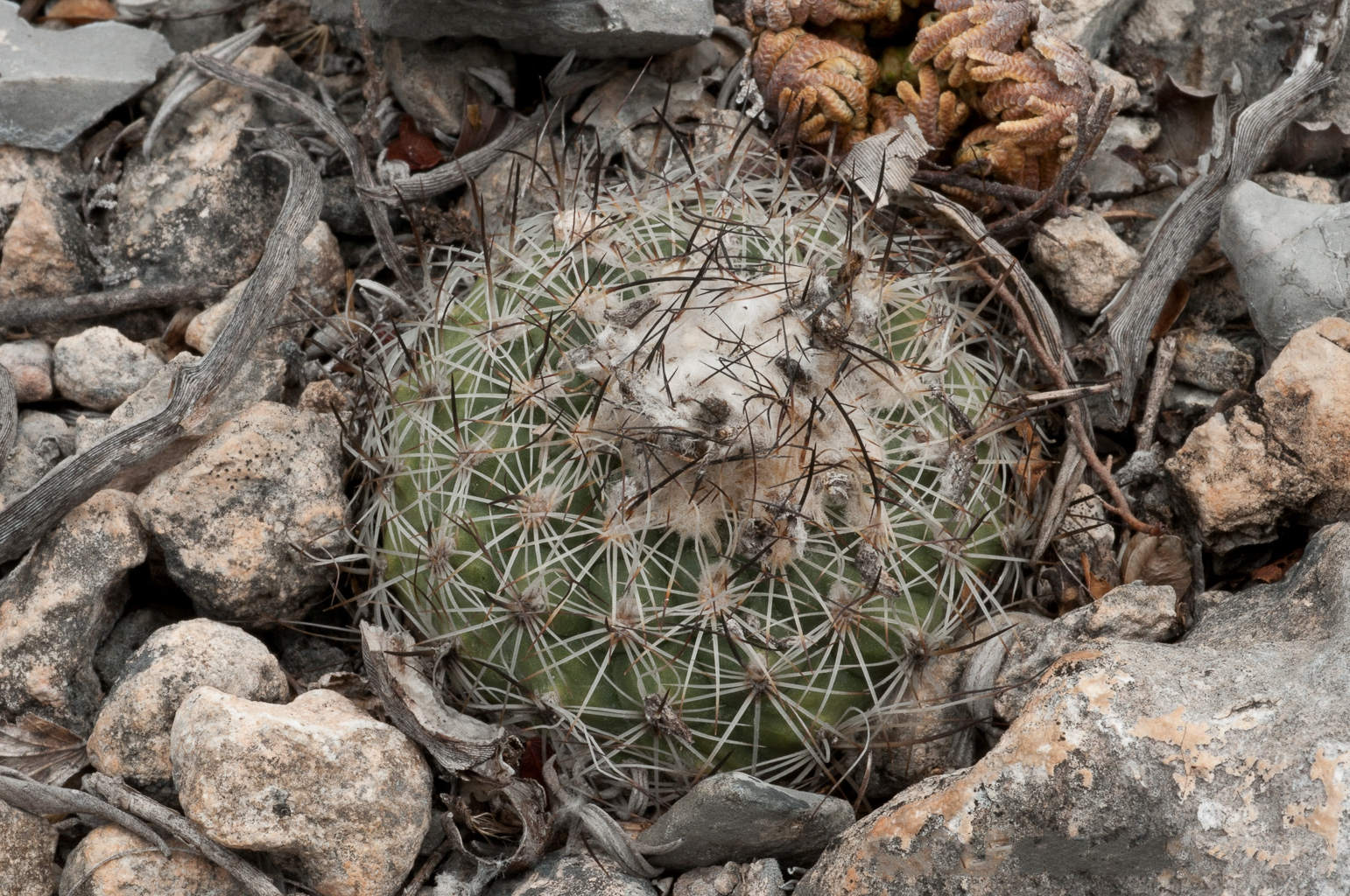